# مارتینا چنتوفانتی
مارتینا چنتوفانتی (ایتالیایی: Martina Centofanti؛ زادهٔ ۱۹ مهٔ ۱۹۹۸) ژیمناست ریتمیک اهل ایتالیا است.